# Zweitor
Ein Zweitor ist ein Modell für ein elektrisches Bauelement oder ein elektrisches Netzwerk mit vier Anschlüssen, bei dem je zwei Anschlüsse zu einem sogenannten Tor zusammengefasst werden. Ein Tor liegt dann vor, wenn die elektrische Stromstärke durch beide Anschlüsse eines Tors gegengleich ist, d. h. die Torbedingung erfüllt ist. Ein Zweitor ist eine spezielle Form eines allgemeinen Vierpols und andererseits ein Spezialfall eines n-Tores, das auch als Mehrtor bezeichnet wird (siehe auch: Dreitor und Viertor).

## Allgemeines

Zweitor als Blackbox mit symmetrischer „Bepfeilung“

Da bei einem allgemeinen Vierpol die Torbedingung nicht gelten muss, sind zu seiner Beschreibung drei Gleichungen mit drei Strom- und drei Spannungsvariablen notwendig. Bei nachfolgend ausschließlich behandelten Zweitoren, d. h. bei Vierpolen mit gültigen Torbedingungen und bei Dreipolen (z. B. Transistoren) werden dagegen nur zwei Gleichungen mit zwei Strom- und zwei Spannungsvariablen benötigt.
Aus historischen Gründen werden vor allem in der älteren Fachliteratur die Begriffe „Zweitor“ und „Vierpol“ synonym verwendet, d. h. unter dem Begriff „Vierpol“ (im engeren Sinne) wird implizit immer ein Zweitor verstanden. Ebenso werden die Bezeichnungen Zweitortheorie und Vierpoltheorie sowie Torbedingungen und Vierpolbedingungen gleichbedeutend benutzt.
Insbesondere bei den sogenannten Übertragungsvierpolen, die sich zwischen einem Generator- und einem Lastzweipol befinden und zur Übertragung und/oder Verarbeitung von analogen Signalen oder elektrischer Energie dienen, werden die Tore auch als Eingang und als Ausgang bezeichnet.

## Zweitortheorie
Unter Zweitortheorie versteht man ein Teilgebiet der Elektrotechnik, das sich als ein Verfahren zur Analyse elektrischer Netzwerke mit der Verhaltensbeschreibung und Berechnung von linearen zeitinvarianten Zweitoren beschäftigt. Einerseits beschreibt sie die Zweitore nur durch ihre Zweitorparameter als Blackbox, andererseits stellt sie Ersatzschaltbilder und Verfahren zur Ermittlung des Verhaltens von zusammengesetzten Zweitoren bereit. Während sich die „klassische Vierpoltheorie“ im Wesentlichen mit der Analyse von passiven umkehrbaren Zweitoren beschäftigte, wurden mit Beginn der Analogelektronik auch aktive nichtumkehrbare Zweitore im Rahmen der Kleinsignaltheorie für Elektronenröhren, Transistoren und Operationsverstärker zum Gegenstand der „modernen Zweitortheorie“.
Die Zweitortheorie ist die Basis der Filtertheorie und -technik. Die Struktursynthese von Zweitoren („Vierpolsynthese“) ist nicht Gegenstand der Zweitortheorie, baut aber natürlicherweise auf ihren Erkenntnissen auf. Eine Verallgemeinerung der Zweitortheorie ist die n-Tor-Theorie (auch als Mehrtortheorie bezeichnet). Diese lässt beliebig viele Tore zu, unterscheidet nicht zwischen Ein- und Ausgangstoren und nutzt zur Beschreibung hauptsächlich Streuparameter. Die Methoden der Zweitortheorie können auf elektromechanische und nichtelektrische Systeme verallgemeinert werden. Beispielsweise wird eine ideale Gleichstrommaschine als Zweitor betrachtet, deren Eingang durch Spannung und Strom, ihr Ausgang jedoch durch Drehzahl und Drehmoment beschrieben werden.
Die Wurzeln der Zweitortheorie legte 1886 Oliver Heaviside mit der Theorie der homogenen Leitung, die damit ein erster Repräsentant eines Zweitors war. 1900 gab Mihajlo Pupin mit seiner Leitungsbespulung den Anstoß zu einer „Theorie der Kettenleiter“. George Ashley Campbell beschrieb 1903 einen Tiefpass als Filter und J. L. La Cour nutzte Kettengleichungen und Kettenparameter. 1915 begründete Karl Willy Wagner die Theorie der Kettenleiter und der allgemeinen Siebketten. Schließlich prägte 1921 Franz Breisig den Begriff „Vierpol“. Er baute in den 1920er Jahren mit Julius Wallot die Vierpoltheorie zu einer selbständigen Theorie aus. Felix Strecker und Richard Feldtkeller schlossen 1929 die „Allgemeine Vierpoltheorie“ durch Einführung der Matrizenrechnung ab. Die Verallgemeinerung der Erkenntnisse der klassischen Vierpoltheorie war gleichzeitig der Ausgangspunkt der Ausarbeitung einer Theorie linearer Systeme.

## Zweitorgleichungen
Das Klemmenverhalten eines Zweitors wird durch zwei Zweitorgleichungen beschrieben, die zwei Klemmenstromvariablen ({\displaystyle i_{1}} und {\displaystyle i_{2}}) und zwei Klemmenspannungsvariablen ({\displaystyle u_{1}} und {\displaystyle u_{2}}) zueinander in Beziehung setzen. Bei diesem Gleichungssystem kann es sich im Allgemeinen um implizite nichtlineare Differentialgleichungen handeln. Für eine handhabbare Theorie reduziert man ihre Komplexität auf zwei algebraische Gleichungen, indem man entweder nur resistive oder nur lineare Zweitore betrachtet.

### Zählpfeilsysteme
Um das Verhalten eines Zweitors eindeutig zu beschreiben, müssen die Richtungen der Zählpfeile für die beiden Spannungen und die beiden Ströme definiert werden. Während für die Spannungen die „natürliche Richtung“ (von oben nach unten) üblich ist, gibt es für die Ströme unterschiedliche Annahmen. Insbesondere wird die Pfeilrichtung des Ausgangsstromes {\displaystyle i_{2}} verschieden festgelegt. In der Theorie, Literatur und Praxis existieren deshalb folgende Zählpfeilsysteme, deren Festlegungen sich in allen Zweitorgleichungen auf die Vorzeichen auswirken:
- In der klassischen Theorie der Übertragungsvierpole wird das sogenannte Kettenpfeilsystem benutzt, bei dem der Strompfeil von {\displaystyle i_{2}} (anders als hier im Bild gezeigt) vom Zweitor weg zeigt. Deshalb kann die Kettenschaltung von Zweitoren durch eine einfache Matrizenmultiplikation berechnet werden.

- Dagegen wird bei Anwendung der Zweitortheorie in der elektronischen Schaltungstechnik heute meist das symmetrische Zählpfeilsystem verwendet. In diesem sind die Ströme zum Zweitor hin positiv definiert (siehe Bild). Damit lässt sich jedoch die Kettenschaltung von Zweitoren nur „umständlich“ berechnen.[3]

- Aus diesen Gründen werden oft – wie auch in diesem Artikel – beide Zählpfeilsysteme zu einem gemischten Zählpfeilsystem kombiniert. Für die Widerstands-, Leitwert und Hybridformen verwendet man das symmetrische Pfeilsystem, für die beiden Kettenformen dagegen das Kettenpfeilsystem. Das wird für diese beiden Formen durch ein negatives Vorzeichen von {\displaystyle I_{2}} in der unten aufgeführten Definitionstabelle der Zweitorparameter realisiert.

Beim Studium der Literatur zur Zweitor- bzw. Vierpoltheorie muss unbedingt die vom Autor zugrunde gelegte Variante ermittelt werden, um überhaupt Vergleiche der präsentierten Formeln durchführen zu können.

### Die Gleichungen resistiver nichtlinearer Zweitore
Resistive Zweitore besitzen per Definition keine Blindwiderstände. Deshalb sind für ihre Verhaltensbeschreibung nichtlineare algebraische Gleichungen ausreichend. In vielen praktischen Anwendungsfällen werden diese als Kennlinienfelder dargestellt.
Ein typischer Fall ist das Großsignalverhalten eines Bipolartransistors bei niedrigen Frequenzen. Dieser kann beispielsweise durch sein nichtlineares Hybrid-Kennlinienfeld als Zweitor charakterisiert werden. Die Zweitorgleichungen nehmen dann die Form zweier nichtlinearer Funktionen {\displaystyle h_{1}} und {\displaystyle h_{2}} an:
{\displaystyle u_{1}=h_{1}\left(i_{1},u_{2}\right)}
{\displaystyle i_{2}=h_{2}\left(i_{1},u_{2}\right)}
Besitzt ein resistives nichtlineares Zweitor im Arbeitspunkt stetige Kennlinien, dann können diese dort linearisiert werden. In diesem Fall wird das lineare Kleinsignalverhalten des Zweitors durch zwei lineare Zweitorgleichungen mit vier das Zweitor beschreibenden Zweitorparametern (in der Literatur auch Zweitorkoeffizienten oder Zweitorkonstanten genannt) beschrieben.
Beispielsweise kann das Kleinsignalverhalten des o. g. Transistors in folgender Weise ausgedrückt werden (üblicherweise wechselt man dann von der Kleinschreibung der Signalbezeichner zur Großschreibung):
{\displaystyle U_{1}=H_{11}\cdot I_{1}+H_{12}\cdot U_{2}}
{\displaystyle I_{2}=H_{21}\cdot I_{1}+H_{22}\cdot U_{2}}
Aufgrund der „vermischten“ Anordnung der Variablen bezeichnet man die Zweitorparameter {\displaystyle H_{11}}, {\displaystyle H_{12}}, {\displaystyle H_{21}} und {\displaystyle H_{22}} in diesem Beispiel als Hybridparameter.

### Die Gleichungen linearer Zweitore
Für lineare Zweitore mit internen Blindwiderständen gehen die Differentialgleichungen unter Anwendung der symbolischen Methode der Wechselstromrechnung, der Laplacetransformation oder einer anderen Operatorenrechnung ebenfalls in ein Paar lineare algebraische Gleichungen über. Die vier das Zweitor beschreibenden Zweitorparameter sind damit im Allgemeinen von der (evtl. komplexen) Kreisfrequenz abhängige Operatoren, also Übertragungsfunktionen bzw. Frequenzgänge im Sinne der Theorie linearer Systeme.
Durch die Möglichkeiten bei der konkreten Auswahl der zwei abhängigen und der zwei unabhängigen Variablen für die explizite Schreibweise des Gleichungssystems gibt es genau sechs verschiedene Formen der Zweitorgleichungen. Jede Form ist jeweils für die Berechnung einer bestimmten Zusammenschaltung von Zweitoren besonders geeignet und erhält dadurch ihre Bezeichnung. Die oben genannte Hybridform heißt deshalb auch Reihen-Parallel-Form.
Unter der Voraussetzung der Existenz der jeweiligen Parameter lassen sich die beiden linearen Zweitorgleichungen vorteilhaft, aber nicht notwendigerweise, in Form von Matrizen schreiben. Für das oben genannte Beispiel erhält man
{\displaystyle {\begin{bmatrix}U_{1}\\I_{2}\end{bmatrix}}={\begin{bmatrix}H_{11}&H_{12}\\H_{21}&H_{22}\end{bmatrix}}\cdot {\begin{bmatrix}I_{1}\\U_{2}\end{bmatrix}}}
Die Matrix
{\displaystyle \mathbf {H} ={\begin{bmatrix}H_{11}&H_{12}\\H_{21}&H_{22}\end{bmatrix}}}
heißt dann Hybridmatrix oder Reihen-Parallel-Matrix, denn für eine eingangsseitige Reihen- und ausgangsseitige Parallelschaltung zweier Zweitore brauchen deren Hybridmatrizen nur addiert werden.
Bei Zweitoren mit unabhängigen (ungesteuerten) Quellen werden eingeprägte Ströme und Spannungen zu diesen Gleichungen als Konstanten oder in Matrizenschreibweise als Konstanten-Vektor hinzu addiert. Beispielsweise hätten dann die Hybridgleichungen folgende Form:
{\displaystyle {\begin{bmatrix}U_{1}\\I_{2}\end{bmatrix}}={\begin{bmatrix}H_{11}&H_{12}\\H_{21}&H_{22}\end{bmatrix}}\cdot {\begin{bmatrix}I_{1}\\U_{2}\end{bmatrix}}+{\begin{bmatrix}U_{10}\\I_{20}\end{bmatrix}}}

## Eigenschaften
Zweitore lassen sich anhand ihres Klemmenverhaltens, d. h. als Blackbox, oder aufgrund ihrer inneren Struktur wie folgt klassifizieren:

### Linearität
Die Übertragungseigenschaften und Parameter von linearen Zweitoren sind unabhängig von der Größe der Spannungen und Stromstärken. Deshalb gilt für die Torströme und -spannungen der Überlagerungssatz. Ein Zweitor, das nur aus linearen Bauelementen (beispielsweise Widerstand, Spule, Kondensator und Übertrager) besteht, ist immer selbst linear.
Typische nichtlineare Zweitore sind Netzwerke mit mindestens einem nichtlinearen Bauelement und diese Bauelemente selbst, etwa Dioden oder Transistoren. Ihr Übertragungsverhalten hängt wesentlich von der Größe der Torströme und -spannungen ab. Eine annähernd lineare Beschreibung ist mittels der Kleinsignaltheorie bei stetigen Kennlinien und für kleine Amplituden möglich.
Nur lineare Zweitore sind Gegenstand der klassischen Vierpol- und der modernen Zweitortheorie. Nur für sie gelten die linearen Zweitorgleichungen und damit die weiter unten beschriebene Matrizendarstellung der Zweitorparameter.

### Leistungsbilanz
Aktive Zweitore geben in mindestens einer äußeren Beschaltung (einem Betriebszustand) dauernd Energie „nach außen“ ab. Sie müssen deshalb eine innere Energiequelle besitzen. Diese wird im Ersatzschaltbild durch eine unabhängige ideale Quelle oder eine gesteuerte Quelle repräsentiert. Reale aktive Zweitore, etwa Verstärker, besitzen zu diesem Zweck aktive elektronische Bauelemente (z. B. Transistoren), welche die abzugebende Energie aus Hilfsenergiequellen (z. B. einem Netzteil) beziehen.
Für passive Zweitore ist eine dauerhafte Energieabgabe in keiner denkbaren Beschaltung möglich. Man nennt sie verlustbehaftet, wenn sie einen Teil der zugeführten Energie („im Inneren“) verbrauchen, also in andere Energieformen (oft Wärme) umsetzen. Daraus ergibt sich beispielsweise, dass die Ausgangswirkleistung {\displaystyle P_{2}} immer kleiner als die Eingangswirkleistung {\displaystyle P_{1}} sein muss. Im Ersatzschaltbild wird der Energieverlust durch ohmsche Widerstände deutlich gemacht.
Dagegen geben verlustlose passive Zweitore in jedem Betriebszustand die aufgenommene Energie auch wieder ab. Typisch ist das für Reaktanzzweitore (das sind sogenannte LCM-Zweitore, die nur Blindschaltelemente enthalten), für den idealen Übertrager, für die ideale Leitung und den (idealen) Gyrator.

### Symmetrieverhalten linearer Zweitore
In Bezug auf symmetrisches Verhalten von Zweitoren unterscheidet man (mit steigender Symmetrie) rückwirkungsfreie, nichtumkehrbare, umkehrbare und symmetrische Zweitore. Die entsprechenden Einschränkungen verringern die Anzahl der benötigten Zweitorparameter und beeinflussen die Form des Ersatzschaltbildes.

#### Umkehrbarkeit
Umkehrbare Zweitore (auch reziprok, kopplungssymmetrisch oder übertragungssymmetrisch genannt) haben in beide Richtungen dasselbe Übertragungsverhalten, d. h. beispielsweise, dass sich das Verhältnis von Ausgangsstrom und Eingangsspannung bei kurzgeschlossenem Ausgang beim Vertauschen von Eingangs- und Ausgangsklemmenpaar nicht ändert. Diese Eigenschaft wird auch als Reziprozitätstheorem oder als Kirchhoffscher Umkehrungssatz bezeichnet. Somit erzeugt eine an Tor 1 angelegte Spannung {\displaystyle U_{1}} am kurzgeschlossenen Tor 2 einen Strom {\displaystyle I_{2}}. Wird dieselbe Spannung an Tor 2 mit {\displaystyle U_{1}=U_{2}} angelegt, wird derselbe Strom {\displaystyle I_{2}} am kurzgeschlossenen Tor 1 erzeugt. Daraus ergibt sich {\displaystyle I_{2}=I_{1}} wenn {\displaystyle U_{1}=U_{2}} ist.
Reziproke Zweitore sind durch drei Zweitorparameter vollständig charakterisiert, denn für diese gelten dann folgende Einschränkungen:
{\displaystyle {\begin{aligned}Z_{12}&=Z_{21}\\Y_{12}&=Y_{21}\\H_{12}&=-H_{21}\\P_{12}&=-P_{21}\\\det \mathbf {A} &=1\\\det \mathbf {B} &=1\end{aligned}}}
Alle Zweitore, die nur aus den passiven linearen Bauelementen Widerstand, Spule, Kondensator und Übertrager bestehen (RLCM-Zweitore), sind umkehrbar. Das gilt auch für (lineare) elektrische Leitungen und Antennensysteme.

#### Widerstandssymmetrie
Widerstandssymmetrische Zweitore (auch impedanzsymmetrisch oder richtungssymmetrisch) haben in Vor- oder Rückwärtsrichtung bei gleicher äußerer Beschaltung die gleichen Eingangs- bzw. Ausgangsinnenwiderstände.
Sie sind durch drei Zweitorparameter vollständig charakterisiert, denn für die Parameter der Zweitorgleichungen gelten folgende Einschränkungen:
{\displaystyle {\begin{aligned}Z_{11}=Z_{22}\\Y_{11}=Y_{22}\\\det \mathbf {H} =1\\\det \mathbf {P} =1\\A_{11}=A_{22}\\B_{11}=B_{22}\end{aligned}}}
Widerstandssymmetrische Zweitore müssen definitionsgemäß nicht reziprok sein.

#### Symmetrie
Bei symmetrischen Zweitoren (im engeren Sinn) sind Ein- und Ausgang miteinander vertauschbar. Wenn das auf ein Zweitor nicht zutrifft, so wird dieses als unsymmetrisch bezeichnet. Symmetrische Zweitore sind sowohl widerstandssymmetrisch als auch umkehrbar. Deshalb gilt für die Zweitorparameter:
{\displaystyle {\begin{aligned}Z_{11}=Z_{22}&,Z_{12}=Z_{21}\\Y_{11}=Y_{22}&,Y_{12}=Y_{21}\\\det \mathbf {H} =1&,H_{12}=-H_{21}\\\det \mathbf {P} =1&,P_{12}=-P_{21}\\A_{11}=A_{22}&,\det \mathbf {A} =1\\B_{11}=B_{22}&,\det \mathbf {B} =1\end{aligned}}}
Symmetrische Zweitore sind somit schon durch zwei Zweitorparameter vollständig charakterisiert. Sie sind (per Definition) immer reziprok, jedoch sind reziproke Zweitore nicht immer symmetrisch. Obwohl die Ersatzschaltung von symmetrischen Zweitoren eine längssymmetrische Struktur besitzt, muss das im Allgemeinen auf ihre innere Struktur nicht zutreffen.

#### Rückwirkungsfreiheit
Hat eine sich (durch Belastung) verändernde Ausgangsgröße keinen Einfluss auf die Eingangsgrößen, so nennt man das Zweitor rückwirkungsfrei. Rückwirkungsfreie Zweitore sind ein „Extremfall“ nichtumkehrbarer Zweitore. Für die Parameter eines rückwirkungsfreien Zweitors gelten folgende Einschränkungen:
{\displaystyle {\begin{aligned}Z_{12}&=0\\Y_{12}&=0\\H_{12}&=0\\P_{12}&=0\\\det \mathbf {A} &=0\\\mathbf {B} &{\text{ ist nicht definiert}}\end{aligned}}}
Damit sind die Eingangsgrößen {\displaystyle U_{1}}, {\displaystyle I_{1}} von den Ausgangsgrößen {\displaystyle U_{2}}, {\displaystyle I_{2}} unabhängig. Der Idealfall eines rückwirkungsfreien Zweitors ist die gesteuerte Quelle.

### Strukturelle Eigenschaften von zusammengesetzten Zweitoren

#### Aufbausymmetrie
Bei längssymmetrischen Zweitoren kann in Querrichtung eine Symmetrielinie eingezeichnet werden. Längssymmetrische Zweitore sind immer auch symmetrisch (im engeren Sinne) und können mit besonderen Methoden analysiert werden.
Bei quersymmetrischen oder erdungssymmetrischen Zweitoren kann in Längsrichtung eine Symmetrielinie eingezeichnet werden. Das bedeutet, dass keine durchgehende Erdleitung vorhanden ist. Ein typisches Beispiel ist die sogenannte X-Schaltung. Die in der Praxis als Zweitor verwendeten Dreipole haben dagegen eine durchgehende Erdleitung und sind deshalb erdungsunsymmetrisch. Die Eigenschaft der Erdungssymmetrie hat keinen Einfluss auf die Zweitorparameter. Theoretisch kann man mit Hilfe von idealen Übertragern erdungssymmetrische Zweitore in erdungsunsymmetrische und umgekehrt verwandeln.

#### RLCM-Zweitore
Zweitore, die nur aus den linearen Bauelementen Widerstand (R), Spule (L), Kondensator (C) und Übertrager (M) bestehen, nennt man in der Literatur RLCM-Zweitore. Sie sind immer umkehrbar und passiv. Enthalten sie keine ohmschen Widerstände, dann sind sie verlustlos und heißen Reaktanzzweitore. Enthalten sie ausschließlich ohmsche Widerstände, dann nennt man sie resistive Zweitore. Diese sind immer verlustbehaftet passiv und können z. B. als Dämpfungsglied benutzt werden.

## Zweitorparameter

### Definition der Parameter von linearen Zweitoren

Schaltung zur Impedanzmatrix

Insgesamt gibt es {\displaystyle 6\cdot 4=24} verschiedene Zweitorparameter, deren Bedeutung aus den Definitionsgleichungen in der folgenden Tabelle zu erkennen ist. Sie werden jeweils bei Kurzschluss oder Leerlauf an einem Tor berechnet (sofern die innere Struktur des Zweitors bekannt ist) oder gemessen (sofern das Zweitor „real existiert“). Dabei handelt es sich um 8 Eingangs- oder Ausgangs-Impedanzen bzw. −Admittanzen, 8 Spannungs- oder Stromübersetzungen in Vor- oder Rückwärtsrichtung und 8 sogenannte Kern-Impedanzen oder −Admittanzen in Vor- oder Rückwärtsrichtung.
Die Definitionen aller Zweitorparameter sind in der folgenden Tabelle in Form von Matrizengleichungen aufgeführt.
| Z-Charakteristik | {\displaystyle {\begin{bmatrix}U_{1}\\U_{2}\end{bmatrix}}={\begin{bmatrix}Z_{11}=\left.{\frac {U_{1}}{I_{1}}}\right\|_{I_{2}=0}&Z_{12}=\left.{\frac {U_{1}}{I_{2}}}\right\|_{I_{1}=0}\\Z_{21}=\left.{\frac {U_{2}}{I_{1}}}\right\|_{I_{2}=0}&Z_{22}=\left.{\frac {U_{2}}{I_{2}}}\right\|_{I_{1}=0}\end{bmatrix}}\cdot {\begin{bmatrix}I_{1}\\I_{2}\end{bmatrix}}}    | {\displaystyle \mathbf {Z} }: Impedanzmatrix, existent, falls die Torströme (I1 und I2) unabhängig wählbar sind. {\displaystyle Z_{11}}: Leerlauf-Eingangsimpedanz {\displaystyle Z_{12}}: Leerlauf-Kernimpedanz rückwärts (Rückwirkungswiderstand) {\displaystyle Z_{21}}: Leerlauf-Kernimpedanz vorwärts (Übertragungswiderstand) {\displaystyle Z_{22}}: Leerlauf-Ausgangsimpedanz                                       |
| Y-Charakteristik | {\displaystyle {\begin{bmatrix}I_{1}\\I_{2}\end{bmatrix}}={\begin{bmatrix}Y_{11}=\left.{\frac {I_{1}}{U_{1}}}\right\|_{U_{2}=0}&Y_{12}=\left.{\frac {I_{1}}{U_{2}}}\right\|_{U_{1}=0}\\Y_{21}=\left.{\frac {I_{2}}{U_{1}}}\right\|_{U_{2}=0}&Y_{22}=\left.{\frac {I_{2}}{U_{2}}}\right\|_{U_{1}=0}\end{bmatrix}}\cdot {\begin{bmatrix}U_{1}\\U_{2}\end{bmatrix}}}    | {\displaystyle \mathbf {Y} }: Admittanzmatrix, existent, falls die Torspannungen (U1 und U2) unabhängig wählbar sind. {\displaystyle Y_{11}}: Kurzschluss-Eingangsadmittanz {\displaystyle Y_{12}}: Negative Kurzschluss-Kernadmittanz rückwärts (Rückwirkungsleitwert) {\displaystyle Y_{21}}: Negative Kurzschluss-Kernadmittanz vorwärts (Steilheit) {\displaystyle Y_{22}}: Kurzschluss-Ausgangsadmittanz               |
| H-Charakteristik | {\displaystyle {\begin{bmatrix}U_{1}\\I_{2}\end{bmatrix}}={\begin{bmatrix}H_{11}=\left.{\frac {U_{1}}{I_{1}}}\right\|_{U_{2}=0}&H_{12}=\left.{\frac {U_{1}}{U_{2}}}\right\|_{I_{1}=0}\\H_{21}=\left.{\frac {I_{2}}{I_{1}}}\right\|_{U_{2}=0}&H_{22}=\left.{\frac {I_{2}}{U_{2}}}\right\|_{I_{1}=0}\end{bmatrix}}\cdot {\begin{bmatrix}I_{1}\\U_{2}\end{bmatrix}}}    | {\displaystyle \mathbf {H} }: Hybridmatrix (Reihen-Parallel-Matrix), existent, falls I1 und U2 unabhängig wählbar sind. {\displaystyle H_{11}}: Kurzschluss-Eingangsimpedanz {\displaystyle H_{12}}: Leerlauf-Spannungsrückwirkung {\displaystyle H_{21}}: Negative Kurzschluss-Stromübersetzung (bzw. Stromverstärkung) {\displaystyle H_{22}}: Leerlauf-Ausgangsadmittanz                                                 |
| P-Charakteristik | {\displaystyle {\begin{bmatrix}I_{1}\\U_{2}\end{bmatrix}}={\begin{bmatrix}P_{11}=\left.{\frac {I_{1}}{U_{1}}}\right\|_{I_{2}=0}&P_{12}=\left.{\frac {I_{1}}{I_{2}}}\right\|_{U_{1}=0}\\P_{21}=\left.{\frac {U_{2}}{U_{1}}}\right\|_{I_{2}=0}&P_{22}=\left.{\frac {U_{2}}{I_{2}}}\right\|_{U_{1}=0}\end{bmatrix}}\cdot {\begin{bmatrix}U_{1}\\I_{2}\end{bmatrix}}}    | {\displaystyle \mathbf {P} }: Inverse Hybridmatrix (Parallel-Reihen-Matrix), existent, falls U1 und I2 unabhängig wählbar sind. {\displaystyle P_{11}}: Leerlauf-Eingangsadmittanz {\displaystyle P_{12}}: Negative Kurzschluss-Stromrückwirkung {\displaystyle P_{21}}: Leerlauf-Spannungsübersetzung {\displaystyle P_{22}}: Kurzschluss-Ausgangsimpedanz                                                                 |
| A-Charakteristik | {\displaystyle {\begin{bmatrix}U_{1}\\I_{1}\end{bmatrix}}={\begin{bmatrix}A_{11}=\left.{\frac {U_{1}}{U_{2}}}\right\|_{I_{2}=0}&A_{12}=\left.{\frac {U_{1}}{-I_{2}}}\right\|_{U_{2}=0}\\A_{21}=\left.{\frac {I_{1}}{U_{2}}}\right\|_{I_{2}=0}&A_{22}=\left.{\frac {I_{1}}{-I_{2}}}\right\|_{U_{2}=0}\end{bmatrix}}\cdot {\begin{bmatrix}U_{2}\\-I_{2}\end{bmatrix}}} | {\displaystyle \mathbf {A} }: Kettenmatrix, existent, falls U2 und I2 unabhängig wählbar sind. {\displaystyle A_{11}}: Reziproke Leerlauf-Spannungsübersetzung {\displaystyle A_{12}}: Kurzschluss-Kernimpedanz vorwärts (reziproke Steilheit) {\displaystyle A_{21}}: Leerlauf Kernadmittanz vorwärts (Übertragungsleitwert) {\displaystyle A_{22}}: Reziproke Kurzschluss-Stromübersetzung                                |
| B-Charakteristik | {\displaystyle {\begin{bmatrix}U_{2}\\-I_{2}\end{bmatrix}}={\begin{bmatrix}B_{11}=\left.{\frac {U_{2}}{U_{1}}}\right\|_{I_{1}=0}&B_{12}=\left.{\frac {U_{2}}{I_{1}}}\right\|_{U_{1}=0}\\B_{21}=\left.{\frac {-I_{2}}{U_{1}}}\right\|_{I_{1}=0}&B_{22}=\left.{\frac {-I_{2}}{I_{1}}}\right\|_{U_{1}=0}\end{bmatrix}}\cdot {\begin{bmatrix}U_{1}\\I_{1}\end{bmatrix}}} | {\displaystyle \mathbf {B} }: Inverse Kettenmatrix, existent, falls U1 und I1 unabhängig wählbar sind. {\displaystyle B_{11}}: Reziproke Leerlauf-Spannungsrückwirkung {\displaystyle B_{12}}: Negative Kurzschluss-Kernimpedanz rückwärts (Rückwirkungswiderstand) {\displaystyle B_{21}}: Negative Leerlauf-Kernadmittanz rückwärts (Rückwirkungsleitwert) {\displaystyle B_{22}}: Reziproke Kurzschluss-Stromrückwirkung |

Hinweis: Statt des Symbols {\displaystyle \mathbf {P} } werden auch {\displaystyle \mathbf {H'} } oder {\displaystyle \mathbf {C} } und statt des Symbols {\displaystyle \mathbf {B} } wird auch {\displaystyle \mathbf {A'} } verwendet.

### Umrechnung der Matrizen
Wie die folgende Umrechnungstabelle zeigt, gelten im Fall der Existenz der Matrizen insbesondere folgende Beziehungen:
{\displaystyle \mathbf {Y} =\mathbf {Z} ^{-1}}
{\displaystyle \mathbf {P} =\mathbf {H} ^{-1}}
{\displaystyle \mathbf {B} =\mathbf {A} ^{-1}}
|                              | {\displaystyle \mathbf {Z} } | {\displaystyle \mathbf {Y} } | {\displaystyle \mathbf {H} } | {\displaystyle \mathbf {P} } | {\displaystyle \mathbf {A} } | {\displaystyle \mathbf {B} } |
| ---------------------------- | --- | --- | --- | --- | --- | --- |
| {\displaystyle \mathbf {Z} } | {\displaystyle {\begin{bmatrix}Z_{11}&Z_{12}\\Z_{21}&Z_{22}\end{bmatrix}}} | {\displaystyle {\begin{bmatrix}{\dfrac {Y_{22}}{\det \mathbf {Y} }}&{\dfrac {-Y_{12}}{\det \mathbf {Y} }}\\{\dfrac {-Y_{21}}{\det \mathbf {Y} }}&{\dfrac {Y_{11}}{\det \mathbf {Y} }}\end{bmatrix}}} | {\displaystyle {\begin{bmatrix}{\dfrac {\det \mathbf {H} }{H_{22}}}&{\dfrac {H_{12}}{H_{22}}}\\{\dfrac {-H_{21}}{H_{22}}}&{\dfrac {1}{H_{22}}}\end{bmatrix}}}                                        | {\displaystyle {\begin{bmatrix}{\dfrac {1}{P_{11}}}&{\dfrac {-P_{12}}{P_{11}}}\\{\dfrac {P_{21}}{P_{11}}}&{\dfrac {\det \mathbf {P} }{P_{11}}}\end{bmatrix}}}                                        | {\displaystyle {\begin{bmatrix}{\dfrac {A_{11}}{A_{21}}}&{\dfrac {\det \mathbf {A} }{A_{21}}}\\{\dfrac {1}{A_{21}}}&{\dfrac {A_{22}}{A_{21}}}\end{bmatrix}}}                                         | {\displaystyle {\begin{bmatrix}{\dfrac {-B_{22}}{B_{21}}}&{\dfrac {-1}{B_{21}}}\\{\dfrac {-\det \mathbf {B} }{B_{21}}}&{\dfrac {-B_{11}}{B_{21}}}\end{bmatrix}}}                                     |
| {\displaystyle \mathbf {Y} } | {\displaystyle {\begin{bmatrix}{\dfrac {Z_{22}}{\det \mathbf {Z} }}&{\dfrac {-Z_{12}}{\det \mathbf {Z} }}\\{\dfrac {-Z_{21}}{\det \mathbf {Z} }}&{\dfrac {Z_{11}}{\det \mathbf {Z} }}\end{bmatrix}}} | {\displaystyle {\begin{bmatrix}Y_{11}&Y_{12}\\Y_{21}&Y_{22}\end{bmatrix}}} | {\displaystyle {\begin{bmatrix}{\dfrac {1}{H_{11}}}&{\dfrac {-H_{12}}{H_{11}}}\\{\dfrac {H_{21}}{H_{11}}}&{\dfrac {\det \mathbf {H} }{H_{11}}}\end{bmatrix}}}                                        | {\displaystyle {\begin{bmatrix}{\dfrac {\det \mathbf {P} }{P_{22}}}&{\dfrac {P_{12}}{P_{22}}}\\{\dfrac {-P_{21}}{P_{22}}}&{\dfrac {1}{P_{22}}}\end{bmatrix}}}                                        | {\displaystyle {\begin{bmatrix}{\dfrac {A_{22}}{A_{12}}}&{\dfrac {-\det \mathbf {A} }{A_{12}}}\\{\dfrac {-1}{A_{12}}}&{\dfrac {A_{11}}{A_{12}}}\end{bmatrix}}}                                       | {\displaystyle {\begin{bmatrix}{\dfrac {-B_{11}}{B_{12}}}&{\dfrac {1}{B_{12}}}\\{\dfrac {\det \mathbf {B} }{B_{12}}}&{\dfrac {-B_{22}}{B_{12}}}\end{bmatrix}}}                                       |
| {\displaystyle \mathbf {H} } | {\displaystyle {\begin{bmatrix}{\dfrac {\det \mathbf {Z} }{Z_{22}}}&{\dfrac {Z_{12}}{Z_{22}}}\\{\dfrac {-Z_{21}}{Z_{22}}}&{\dfrac {1}{Z_{22}}}\end{bmatrix}}}                                        | {\displaystyle {\begin{bmatrix}{\dfrac {1}{Y_{11}}}&{\dfrac {-Y_{12}}{Y_{11}}}\\{\dfrac {Y_{21}}{Y_{11}}}&{\dfrac {\det \mathbf {Y} }{Y_{11}}}\end{bmatrix}}}                                        | {\displaystyle {\begin{bmatrix}H_{11}&H_{12}\\H_{21}&H_{22}\end{bmatrix}}} | {\displaystyle {\begin{bmatrix}{\dfrac {P_{22}}{\det \mathbf {P} }}&{\dfrac {-P_{12}}{\det \mathbf {P} }}\\{\dfrac {-P_{21}}{\det \mathbf {P} }}&{\dfrac {P_{11}}{\det \mathbf {P} }}\end{bmatrix}}} | {\displaystyle {\begin{bmatrix}{\dfrac {A_{12}}{A_{22}}}&{\dfrac {\det \mathbf {A} }{A_{22}}}\\{\dfrac {-1}{A_{22}}}&{\dfrac {A_{21}}{A_{22}}}\end{bmatrix}}}                                        | {\displaystyle {\begin{bmatrix}{\dfrac {-B_{12}}{B_{11}}}&{\dfrac {1}{B_{11}}}\\{\dfrac {-\det \mathbf {B} }{B_{11}}}&{\dfrac {-B_{21}}{B_{11}}}\end{bmatrix}}}                                      |
| {\displaystyle \mathbf {P} } | {\displaystyle {\begin{bmatrix}{\dfrac {1}{Z_{11}}}&{\dfrac {-Z_{12}}{Z_{11}}}\\{\dfrac {Z_{21}}{Z_{11}}}&{\dfrac {\det \mathbf {Z} }{Z_{11}}}\end{bmatrix}}}                                        | {\displaystyle {\begin{bmatrix}{\dfrac {\det \mathbf {Y} }{Y_{22}}}&{\dfrac {Y_{12}}{Y_{22}}}\\{\dfrac {-Y_{21}}{Y_{22}}}&{\dfrac {1}{Y_{22}}}\end{bmatrix}}}                                        | {\displaystyle {\begin{bmatrix}{\dfrac {H_{22}}{\det \mathbf {H} }}&{\dfrac {-H_{12}}{\det \mathbf {H} }}\\{\dfrac {-H_{21}}{\det \mathbf {H} }}&{\dfrac {H_{11}}{\det \mathbf {H} }}\end{bmatrix}}} | {\displaystyle {\begin{bmatrix}P_{11}&P_{12}\\P_{21}&P_{22}\end{bmatrix}}} | {\displaystyle {\begin{bmatrix}{\dfrac {A_{21}}{A_{11}}}&{\dfrac {-\det \mathbf {A} }{A_{11}}}\\{\dfrac {1}{A_{11}}}&{\dfrac {A_{12}}{A_{11}}}\end{bmatrix}}}                                        | {\displaystyle {\begin{bmatrix}{\dfrac {-B_{21}}{B_{22}}}&{\dfrac {-1}{B_{22}}}\\{\dfrac {\det \mathbf {B} }{B_{22}}}&{\dfrac {-B_{12}}{B_{22}}}\end{bmatrix}}}                                      |
| {\displaystyle \mathbf {A} } | {\displaystyle {\begin{bmatrix}{\dfrac {Z_{11}}{Z_{21}}}&{\dfrac {\det \mathbf {Z} }{Z_{21}}}\\{\dfrac {1}{Z_{21}}}&{\dfrac {Z_{22}}{Z_{21}}}\end{bmatrix}}}                                         | {\displaystyle {\begin{bmatrix}{\dfrac {-Y_{22}}{Y_{21}}}&{\dfrac {-1}{Y_{21}}}\\{\dfrac {-\det \mathbf {Y} }{Y_{21}}}&{\dfrac {-Y_{11}}{Y_{21}}}\end{bmatrix}}}                                     | {\displaystyle {\begin{bmatrix}{\dfrac {-\det \mathbf {H} }{H_{21}}}&{\dfrac {-H_{11}}{H_{21}}}\\{\dfrac {-H_{22}}{H_{21}}}&{\dfrac {-1}{H_{21}}}\end{bmatrix}}}                                     | {\displaystyle {\begin{bmatrix}{\dfrac {1}{P_{21}}}&{\dfrac {P_{22}}{P_{21}}}\\{\dfrac {P_{11}}{P_{21}}}&{\dfrac {\det \mathbf {P} }{P_{21}}}\end{bmatrix}}}                                         | {\displaystyle {\begin{bmatrix}A_{11}&A_{12}\\A_{21}&A_{22}\end{bmatrix}}} | {\displaystyle {\begin{bmatrix}{\dfrac {B_{22}}{\det \mathbf {B} }}&{\dfrac {-B_{12}}{\det \mathbf {B} }}\\{\dfrac {-B_{21}}{\det \mathbf {B} }}&{\dfrac {B_{11}}{\det \mathbf {B} }}\end{bmatrix}}} |
| {\displaystyle \mathbf {B} } | {\displaystyle {\begin{bmatrix}{\dfrac {Z_{22}}{Z_{12}}}&{\dfrac {-\det \mathbf {Z} }{Z_{12}}}\\{\dfrac {-1}{Z_{12}}}&{\dfrac {Z_{11}}{Z_{12}}}\end{bmatrix}}}                                       | {\displaystyle {\begin{bmatrix}{\dfrac {-Y_{11}}{Y_{12}}}&{\dfrac {1}{Y_{12}}}\\{\dfrac {\det \mathbf {Y} }{Y_{12}}}&{\dfrac {-Y_{22}}{Y_{12}}}\end{bmatrix}}}                                       | {\displaystyle {\begin{bmatrix}{\dfrac {1}{H_{12}}}&{\dfrac {-H_{11}}{H_{12}}}\\{\dfrac {-H_{22}}{H_{12}}}&{\dfrac {\det \mathbf {H} }{H_{12}}}\end{bmatrix}}}                                       | {\displaystyle {\begin{bmatrix}{\dfrac {-\det \mathbf {P} }{P_{12}}}&{\dfrac {P_{22}}{P_{12}}}\\{\dfrac {P_{11}}{P_{12}}}&{\dfrac {-1}{P_{12}}}\end{bmatrix}}}                                       | {\displaystyle {\begin{bmatrix}{\dfrac {A_{22}}{\det \mathbf {A} }}&{\dfrac {-A_{12}}{\det \mathbf {A} }}\\{\dfrac {-A_{21}}{\det \mathbf {A} }}&{\dfrac {A_{11}}{\det \mathbf {A} }}\end{bmatrix}}} | {\displaystyle {\begin{bmatrix}B_{11}&B_{12}\\B_{21}&B_{22}\end{bmatrix}}} |

### Umrechnung der Determinanten
|                                   | {\displaystyle \mathbf {Z} }                          | {\displaystyle \mathbf {Y} }                          | {\displaystyle \mathbf {H} }                          | {\displaystyle \mathbf {P} }                          | {\displaystyle \mathbf {A} }                          | {\displaystyle \mathbf {B} }                          |
| --------------------------------- | ----------------------------------------------------- | ----------------------------------------------------- | ----------------------------------------------------- | ----------------------------------------------------- | ----------------------------------------------------- | ----------------------------------------------------- |
| {\displaystyle \det \mathbf {Z} } | {\displaystyle Z_{11}\cdot Z_{22}-Z_{12}\cdot Z_{21}} | {\displaystyle {\frac {1}{\det \mathbf {Y} }}}        | {\displaystyle {\frac {H_{11}}{H_{22}}}}              | {\displaystyle {\frac {P_{22}}{P_{11}}}}              | {\displaystyle {\frac {A_{12}}{A_{21}}}}              | {\displaystyle {\frac {B_{12}}{B_{21}}}}              |
| {\displaystyle \det \mathbf {Y} } | {\displaystyle {\frac {1}{\det \mathbf {Z} }}}        | {\displaystyle Y_{11}\cdot Y_{22}-Y_{12}\cdot Y_{21}} | {\displaystyle {\frac {H_{22}}{H_{11}}}}              | {\displaystyle {\frac {P_{11}}{P_{22}}}}              | {\displaystyle {\frac {A_{21}}{A_{12}}}}              | {\displaystyle {\frac {B_{21}}{B_{12}}}}              |
| {\displaystyle \det \mathbf {H} } | {\displaystyle {\frac {Z_{11}}{Z_{22}}}}              | {\displaystyle {\frac {Y_{22}}{Y_{11}}}}              | {\displaystyle H_{11}\cdot H_{22}-H_{12}\cdot H_{21}} | {\displaystyle {\frac {1}{\det \mathbf {P} }}}        | {\displaystyle {\frac {A_{11}}{A_{22}}}}              | {\displaystyle {\frac {B_{22}}{B_{11}}}}              |
| {\displaystyle \det \mathbf {P} } | {\displaystyle {\frac {Z_{22}}{Z_{11}}}}              | {\displaystyle {\frac {Y_{11}}{Y_{22}}}}              | {\displaystyle {\frac {1}{\det \mathbf {H} }}}        | {\displaystyle P_{11}\cdot P_{22}-P_{12}\cdot P_{21}} | {\displaystyle {\frac {A_{22}}{A_{11}}}}              | {\displaystyle {\frac {B_{11}}{B_{22}}}}              |
| {\displaystyle \det \mathbf {A} } | {\displaystyle {\frac {Z_{12}}{Z_{21}}}}              | {\displaystyle {\frac {Y_{12}}{Y_{21}}}}              | {\displaystyle -{\frac {H_{12}}{H_{21}}}}             | {\displaystyle -{\frac {P_{12}}{P_{21}}}}             | {\displaystyle A_{11}\cdot A_{22}-A_{12}\cdot A_{21}} | {\displaystyle {\frac {1}{\det \mathbf {B} }}}        |
| {\displaystyle \det \mathbf {B} } | {\displaystyle {\frac {Z_{21}}{Z_{12}}}}              | {\displaystyle {\frac {Y_{21}}{Y_{12}}}}              | {\displaystyle -{\frac {H_{21}}{H_{12}}}}             | {\displaystyle -{\frac {P_{21}}{P_{12}}}}             | {\displaystyle {\frac {1}{\det \mathbf {A} }}}        | {\displaystyle B_{11}\cdot B_{22}-B_{12}\cdot B_{21}} |

## Zusammenschaltung von Zweitoren
Zwei Zweitore können unter der Voraussetzung, dass die oben genannte Torbedingung an mindestens einem Tor erfüllt wird, zu einem neuen Zweitor zusammengeschaltet werden. Zur Überprüfung der Zulässigkeit der Zusammenschaltung dient der Brune-Test. Die Parameter des neu entstandenen Zweitors lassen sich aus den Parametern der beiden verschalteten Zweitore errechnen. Für jede Verschaltungsart gibt es eine Matrizendarstellung, mit der sich die Gesamtmatrix der Verschaltung besonders gut berechnen lässt. Insgesamt existieren fünf verschiedene Kombinationsmöglichkeiten von zwei Zweitoren:
| Kombination                                           | Blockstruktur           | Matrizenoperation |
| ----------------------------------------------------- | ----------------------- | --- |
| Reihenschaltung                                       | Reihenschaltung         | {\displaystyle \mathbf {Z_{ges}} =\mathbf {Z_{1}} +\mathbf {Z_{2}} } |
| Parallelschaltung                                     | Parallelschaltung       | {\displaystyle \mathbf {Y_{ges}} =\mathbf {Y_{1}} +\mathbf {Y_{2}} } |
| Hybridschaltung oder Reihen-Parallelschaltung         | Hybridschaltung         | {\displaystyle \mathbf {H_{ges}} =\mathbf {H_{1}} +\mathbf {H_{2}} } |
| inverse Hybridschaltung oder Parallel-Reihenschaltung | Inverse Hybridschaltung | {\displaystyle \mathbf {P_{ges}} =\mathbf {P_{1}} +\mathbf {P_{2}} } bzw. {\displaystyle \mathbf {H'_{ges}} =\mathbf {H'_{1}} +\mathbf {H'_{2}} } bzw. {\displaystyle \mathbf {C_{ges}} =\mathbf {C_{1}} +\mathbf {C_{2}} }                |
| Kettenschaltung                                       | Kettenschaltung         | {\displaystyle \mathbf {A_{ges}} =\mathbf {A_{1}} \cdot \mathbf {A_{2}} } oder {\displaystyle \mathbf {B_{ges}} =\mathbf {B_{2}} \cdot \mathbf {B_{1}} } bzw. {\displaystyle \mathbf {A'_{ges}} =\mathbf {A'_{2}} \cdot \mathbf {A'_{1}} } |

### Vertauschen von Zweitoren

Verschieben eines Zweitores durch ein Anderes.

Oftmals ist es hilfreich ein Zweitor durch ein Anderes hindurch zu transformieren. Dafür seien die Zweitore A und T in Kettenparametern gegeben, T sei außerdem invertierbar und soll nicht verändert werden. Bei der Verschiebung durch T hindurch wird A nun zu A', sodass sich das Verhalten des Gesamtzweitors nicht ändert. Demzufolge muss gelten:
{\displaystyle \mathbf {A} '=\mathbf {T} ^{-1}\cdot \mathbf {A} \cdot \mathbf {T} }
Eine besondere Rolle spielen hier die transformatorische Kopplung  wo nur die Hauptdiagonale von T ist besetzt und die gyratorische Kopplung wo die Hauptdiagonale von T Null ist. Einfache Impedanzen können durch die nebenstehenden Matrizen in Kettenparametern ausgedrückt werden. Im Falle transformatorischer oder gyratorischer Kopplung sind dann A und A' von der Form her eine dieser beiden Matrizen, sprich eine einzelne Impedanz Z auf einer Seite von T kann durch eine einzelne Impedanz Z' auf der anderen Seite ausgedrückt werden. Bei der gyratorischen Kopplung werden dabei Parallel- zu Reihenschaltungen und umgekehrt. Auf diese Weise ist es möglich, ganze Netzwerke durch ein Zweitor hindurch zu projizieren.

## Elementar-Zweitore
Elementar-Zweitore sind aus wenigen (1 bis 4) linearen passiven Zweipolen (im einfachsten Fall idealen RLC-Zweipolen) zusammengesetzt, die durch ihre Impedanz oder Admittanz beschrieben werden. Sie sind deshalb selbst passiv und umkehrbar. Die nachfolgend aufgeführten Kettenmatrizen lassen sich mit Hilfe der o. g. Umrechnungstabelle in andere Formen umrechnen. Allerdings existieren gerade zu den einfachsten Zweitoren nicht alle Formen.

### Elementar-Längszweitor
Das Elementar-Längszweitor enthält lediglich einen Zweipol mit der Impedanz {\displaystyle Z_{l}} in der oberen Längsachse zwischen den oberen Polen des Zweitors. Es gibt keine Verbindung zwischen den Polen in der Querachse. Aus der Definition der Kettenparameter lässt sich sofort die zugehörige Kettenmatrix ablesen:
{\displaystyle {\begin{bmatrix}A_{l}\end{bmatrix}}={\begin{bmatrix}1&Z_{l}\\0&1\end{bmatrix}}}

### Elementar-Querzweitor
Das Elementar-Querzweitor enthält lediglich einen Zweipol mit der Admittanz {\displaystyle Y_{q}} in der Querachse des Zweitors, aber keine Elemente in der Längsachse. Entsprechend der Definition der Kettenparameter lässt sich sofort die zugehörige Kettenmatrix ablesen:
{\displaystyle {\begin{bmatrix}A_{q}\end{bmatrix}}={\begin{bmatrix}1&0\\Y_{q}&1\end{bmatrix}}}

### Γ-Zweitor
Das Γ-Zweitor ist eine Kettenschaltung aus Elementar-Querzweitor und Elementar-Längszweitor. Seine Kettenmatrix bildet sich aus den Kettenmatrizen der Elementar-Zweitore durch Matrizenmultiplikation wie folgt:
{\displaystyle {\begin{aligned}{\begin{bmatrix}A_{\Gamma }\end{bmatrix}}={\begin{bmatrix}A_{q}\end{bmatrix}}{\begin{bmatrix}A_{l}\end{bmatrix}}&={\begin{bmatrix}1&0\\Y_{q}&1\end{bmatrix}}{\begin{bmatrix}1&Z_{l}\\0&1\end{bmatrix}}\\&={\begin{bmatrix}1&Z_{l}\\Y_{q}&(Y_{q}Z_{l}+1)\end{bmatrix}}\end{aligned}}}

### Gespiegeltes Γ-Zweitor

Aus einem gespiegelten Γ-Zweitor und einem Elementar-Längszweitor zusammengesetztes Elementar-T-Zweitor

Das gespiegelte Γ-Zweitor ist eine Kettenschaltung aus Elementar-Längszweitor und Elementar-Querzweitor. Seine Kettenmatrix bildet sich aus den Kettenmatrizen der Elementar-Zweitore wie folgt:
{\displaystyle {\begin{aligned}{\begin{bmatrix}A_{\Gamma '}\end{bmatrix}}={\begin{bmatrix}A_{l}\end{bmatrix}}{\begin{bmatrix}A_{q}\end{bmatrix}}&={\begin{bmatrix}1&Z_{l}\\0&1\end{bmatrix}}{\begin{bmatrix}1&0\\Y_{q}&1\end{bmatrix}}\\&={\begin{bmatrix}(Y_{q}Z_{l}+1)&Z_{l}\\Y_{q}&1\end{bmatrix}}\end{aligned}}}
Als Beispiel kann ein Tiefpass dienen.

### T-Zweitor
Ein T-Zweitor (T-Glied) kann aus einem Elementar-Längszweitor und einem Γ-Zweitor oder entsprechend aus einem gespiegelten Γ-Zweitor und einem Elementar-Längszweitor zusammengesetzt werden. Die nachfolgende Berechnung basiert auf letzterem:
{\displaystyle {\begin{aligned}{\begin{bmatrix}A_{T}\end{bmatrix}}={\begin{bmatrix}A_{\Gamma '}\end{bmatrix}}{\begin{bmatrix}A_{l}\end{bmatrix}}&={\begin{bmatrix}(Y_{q}Z_{l1}+1)&Z_{l1}\\Y_{q}&1\end{bmatrix}}{\begin{bmatrix}1&Z_{l2}\\0&1\end{bmatrix}}\\&={\begin{bmatrix}(Y_{q}Z_{l1}+1)&{Z_{l2}Y_{q}Z_{l1}+Z_{l2}+Z_{l1}}\\Y_{q}&{Y_{q}Z_{l2}+1}\end{bmatrix}}\end{aligned}}}

### Π-Zweitor

Aus einem Γ-Zweitor und einem Elementar-Querzweitor zusammengesetztes Elementar-Π-Zweitor

Ein Π-Zweitor (Π-Glied) kann aus einem Elementar-Querzweitor und einem gespiegelten Γ-Zweitor oder entsprechend aus einem Γ-Zweitor und einem Elementar-Querzweitor zusammengesetzt werden. Die nachfolgende Berechnung basiert auf letzterem:
{\displaystyle {\begin{aligned}{\begin{bmatrix}A_{\Pi }\end{bmatrix}}={\begin{bmatrix}A_{\Gamma }\end{bmatrix}}{\begin{bmatrix}A_{q}\end{bmatrix}}&={\begin{bmatrix}1&Z_{l}\\Y_{q1}&(Y_{q1}Z_{l}+1)\end{bmatrix}}{\begin{bmatrix}1&0\\Y_{q2}&1\end{bmatrix}}\\&={\begin{bmatrix}{1+Z_{l}Y_{q2}}&Z_{l}\\{Y_{q1}+Y_{q1}Z_{l}Y_{q2}+Y_{q2}}&{Y_{q1}Z_{l}+1}\end{bmatrix}}\end{aligned}}}

### Weitere Elementar-Zweitore
Weitere Elementar-Zweitore aus vier Zweipolen sind das X-Zweitor (X-Glied, Brücken-Schaltung) und das überbrückte T-Zweitor (überbrücktes T-Glied). Die dazugehörigen umfangreichen Zweitorparameter findet man in der Literatur. In den entsprechenden Tabellen sind auch die vereinfachten Zweitor-Matrizen für symmetrische Elementar-Zweitore aufgeführt.

## Ideale Zweitore
Ein ideales Zweitor dient als fiktives Bauelement in der Netzwerktheorie und in Ersatzschaltungen, kann aber bei Bedarf (meist nur mit Hilfe von realen aktiven Bauelementen) angenähert nachgebildet werden. Ideale Zweitore lassen sich nach der „Besetzung“ ihrer Kettenmatrix klassifizieren:
- Beim Nullor sind alle Elemente der Kettenmatrix 0. Er ist das Modell eines idealen Operationsverstärkers mit unendlicher Verstärkung.
- Bei einer gesteuerten Quelle ist genau ein Element der Kettenmatrix ungleich 0. Deshalb gibt es vier sich unterschiedlich verhaltende Varianten. Gesteuerte Quellen modellieren ideale rückwirkungsfreie Verstärker und werden unbedingt in Ersatzschaltbildern von realen aktiven oder/und nichtumkehrbaren Zweitoren benötigt.
- Bei einem Impedanzkonverter sind nur die Elemente der Hauptdiagonale der Kettenmatrix ungleich 0. Er kann eine an seinem Ausgang angeschlossene Impedanz durch Multiplikation mit einem Konversionsfaktor in eine quantitativ und qualitativ andere Impedanz an seinem Eingang „umwandeln“. Wichtige Spezialfälle sind der Negativimpedanzkonverter (NIC) und der ideale Übertrager. Letzterer beinhaltet beim Übersetzungsverhältnis von +1 oder −1 außerdem die durchgehende bzw. gekreuzte Verbindung als Zweitor.
- Beim Impedanzinverter sind dagegen nur die Elemente der Nebendiagonale der Kettenmatrix ungleich 0. Er kann eine an seinem Ausgang angeschlossene Impedanz in ihre duale Impedanz durch Kehrwertbildung (Inversion) wandeln. Der praktisch wichtigste Anwendungsfall ist der Gyrator, der beispielsweise aus einer Kapazität eine Induktivität machen kann.

## Ersatzschaltungen
Eine Ersatzschaltung (dargestellt in einem Ersatzschaltbild) ist ein Netzwerk-Modell, welches das Klemmenverhalten (und damit die Gleichungen) eines Zweitors nachbildet. Zweitore ohne Netzwerkstruktur (beispielsweise Transistoren) oder mit sehr komplexer innerer Netzwerkstruktur können auf Basis ihrer Zweitorparameter durch eine formale Ersatzschaltung beschrieben werden. Dieses ist ein aus Zweipolen, gesteuerten Quellen und idealen Übertragern bestehendes leicht überschaubares Modell-Netzwerk mit einer Standardstruktur, das aufgrund der anschaulichen Interpretationsmöglichkeit zum besseren Verständnis sowie zur leichteren Berechnung und Simulation des Zweitors dient. Es ist zu beachten, dass die Bestandteile im Allgemeinen Impedanzen und Admittanzen mit kompliziertem Frequenzverhalten und eventuell negativen Werten sind. Deshalb stellt ein Ersatzschaltbild keine Anleitung zur technischen Realisierung des entsprechenden Zweitors dar.
Im Gegensatz zu den formalen Ersatzschaltungen existieren besonders für einzelne Bauelemente (beispielsweise den Bipolartransistor) deren sogenannte physikalische Ersatzschaltungen, die durch möglichst genaue Nachbildung ihrer inneren physikalischen Wirkungsweise erstellt werden. Diese sind im Allgemeinen aus einfachen idealen Netzwerkelementen zusammengesetzt, können dadurch eine umfangreiche nichtstandardisierte Struktur besitzen und werden deshalb in der Zweitortheorie selbst nicht behandelt.

### Formale Ersatzschaltungen mit zwei gesteuerten Quellen

Hybrid-Ersatzschaltbild eines Zweitors

Aus den Impedanz-, Admittanz, Hybrid- und inversen Hybridgleichungen lassen sich unter Verwendung von zwei Zweipolen für die Widerstandsparameter und zwei gesteuerten Quellen für die Transferparameter direkt vier formale Ersatzschaltbilder „zeichnen“. Im Bild ist das beispielhaft für die Hybridparameter (siehe oben) gezeigt, die oft zur Beschreibung des Kleinsignalverhaltens eines Bipolar-Transistors bei niedrigen Frequenzen benutzt werden.
Auch passive und/oder umkehrbare Zweitore können durch diese Ersatzschaltbilder beschrieben werden, denn das Vorhandensein von gesteuerten Quellen im Ersatzschaltbild ist kein Indiz für die Aktivität oder Nichtumkehrbarkeit eines Zweitors.

### Formale Ersatzschaltungen mit einer gesteuerten Quelle

#### T-Ersatzschaltung

T-Ersatzschaltbild eines Zweitors

Die T-Ersatzschaltung ermöglicht, ausgehend von den Impedanzparametern, die Darstellung eines beliebigen Zweitors mithilfe von drei Ersatzimpedanzen und einer stromgesteuerten Spannungsquelle. Bei umkehrbaren Zweitoren entfällt diese wegen {\displaystyle Z_{12}=Z_{21}}.

#### Π-Ersatzschaltung

Π-Ersatzschaltbild eines Zweitors

Die Π-Ersatzschaltung ermöglicht, ausgehend von den Admittanzparametern, die Darstellung eines beliebigen Zweitors mithilfe von drei Ersatzadmittanzen und einer spannungsgesteuerten Stromquelle. Bei umkehrbaren Zweitoren entfällt diese wegen {\displaystyle Y_{12}=Y_{21}}.

## Zweitor-Betriebsparameter
Während die Zweitorparameter im Kurzschluss oder Leerlauf definiert und damit unabhängig von der äußeren Beschaltung sind, werden zur Beurteilung des Zweitorverhaltens in einer Schaltung die sogenannten Zweitor-Betriebsparameter (Zweitor-Betriebsgrößen, Zweitor-Charakteristiken) benötigt. Das sind beispielsweise die Eingangsimpedanz und die Spannungsübersetzung. Sie hängen sowohl von den Zweitor-Parametern als auch von der äußeren Beschaltung des Zweitors ab.

Zur Definition der Zweitor-Betriebsparameter in Vorwärtsrichtung

Zur Definition der Betriebsparameter im Vorwärtsbetrieb wird das Zweitor am Ausgang mit einer Lastimpedanz {\displaystyle Z_{L}={\frac {1}{Y_{L}}}} abgeschlossen. Durch diese Verminderung der Freiheitsgrade lässt sich nur noch ein Signal am Eingang, die Eingangsspannung {\displaystyle U_{1}} oder der Eingangsstrom {\displaystyle I_{1}}, frei wählen. Wenn man die {\displaystyle 4-1=3} abhängigen Signale auf dieses bezieht, entstehen {\displaystyle 2\cdot 3=6} typische Verhältnisse – eben die Zweitor-Betriebsparameter vorwärts.
Konkret sind das die Eingangsimpedanz (der komplexe Eingangswiderstand) {\displaystyle Z_{1}={\frac {U_{1}}{I_{1}}}} und als deren Kehrwert die Eingangsadmittanz (der komplexe Eingangsleitwert) {\displaystyle Y_{1}={\frac {I_{1}}{U_{1}}}}, die vorwärtige Spannungsübersetzung {\displaystyle {\text{V}}_{uv}={\frac {U_{2}}{U_{1}}}} (bei aktiven Zweitoren meist Spannungsverstärkung genannt – deshalb das Symbol {\displaystyle V}), die vorwärtige Stromübersetzung {\displaystyle {\text{V}}_{iv}={\frac {I_{2}}{I_{1}}}} (bei aktiven Zweitoren meist  Stromverstärkung genannt) sowie die vorwärtige Transimpedanz (komplexer Übertragungswiderstand) {\displaystyle {\text{Z}}_{Tv}={\frac {U_{2}}{I_{1}}}={\text{V}}_{uv}\cdot Z_{1}} und die vorwärtige Transadmittanz (komplexer Übertragungsleitwert) {\displaystyle {\text{Y}}_{Tv}={\frac {I_{2}}{U_{1}}}={\text{V}}_{iv}\cdot Y_{1}}.

Zur Definition der Zweitor-Betriebsparameter in Rückwärtsrichtung

Alternativ wird das Zweitor zur Definition der Betriebsparameter im Rückwärtsbetrieb am Eingang mit einer Generatorimpedanz {\displaystyle Z_{G}={\frac {1}{Y_{G}}}} beschaltet. In diesem Fall kann man nur noch ein Signal am Ausgang, die Ausgangsspannung {\displaystyle U_{2}} oder den Ausgangsstrom {\displaystyle I_{2}}, frei wählen und erhält weitere {\displaystyle 6} typische Verhältnisse – die Zweitorbetriebsparameter rückwärts.
Konkret sind das die Ausgangsimpedanz (genauer der komplexe Ausgangsinnenwiderstand) {\displaystyle Z_{2}={\frac {U_{2}}{I_{2}}}}, als deren Kehrwert die Ausgangsadmittanz {\displaystyle Y_{2}={\frac {I_{2}}{U_{2}}}}, die rückwärtige Spannungsübersetzung {\displaystyle {\text{V}}_{ur}={\frac {U_{1}}{U_{2}}}} (oft als Spannungsrückwirkung bezeichnet), die rückwärtige Stromübersetzung {\displaystyle {\text{V}}_{ir}={\frac {I_{1}}{I_{2}}}} (oft als Stromrückwirkung bezeichnet) sowie die rückwärtige Transimpedanz {\displaystyle {\text{Z}}_{Tr}={\frac {U_{1}}{I_{2}}}={\text{V}}_{ur}\cdot Z_{2}} und die rückwärtische Transadmittanz {\displaystyle {\text{Y}}_{Tr}={\frac {I_{1}}{U_{2}}}={\text{V}}_{ir}\cdot Y_{2}}.
Alle Betriebsparameter lassen sich auf verschiedenen Wegen aus den Zweitorparametern und der Lastimpedanz oder der Generatorimpedanz berechnen (beispielsweise durch „Einbeziehung der Lastelemente“). Obwohl für jede Richtung sechs Parameter existieren, sind diese in der Praxis nicht alle gleich bedeutungsvoll. Einerseits haben deren Grenzfälle im Kurzschluss oder Leerlauf eine gewisse Bedeutung, da sie direkt mit einem Zweitorparameter übereinstimmen. Andererseits werden sie zu den Wellenimpedanzen und den Leistungsübersetzungen kombiniert. Für einige elementare Zweitore existieren nicht alle Betriebsparameter.

### Tabelle der charakteristischen Widerstände
In der Tabelle sind ergänzend die Sonderfälle Kurzschlusseingangsimpedanz {\displaystyle Z_{1K}} bei {\displaystyle Z_{L}=0} und Leerlaufeingangsimpedanz {\displaystyle Z_{1L}} bei {\displaystyle Y_{L}=0} aufgeführt. Deren geometrisches Mittel bezeichnet man (in Anlehnung an die Theorie der Leitungen) als Eingangswellenimpedanz (Eingangswellenwiderstand) {\displaystyle Z_{1W}={\sqrt {Z_{1K}\cdot Z_{1L}}}}. Ebenso erhält man den Kurzschlussinnenwiderstand {\displaystyle Z_{2K}}  bei {\displaystyle Z_{G}=0} und den Leerlaufinnenwiderstand {\displaystyle Z_{2L}}  bei {\displaystyle Y_{G}=0}. Deren geometrisches Mittel bezeichnet man als Ausgangswellenimpedanz (Ausgangswellenwiderstand) {\displaystyle Z_{2W}={\sqrt {Z_{2K}\cdot Z_{2L}}}}. Schließt man ein Zweitor an einer Seite mit der entsprechenden Wellenimpedanz ab, „zeigt“ es an der anderen Seite die dortige Wellenimpedanz.
|                        | {\displaystyle \mathbf {Z} }                                            | {\displaystyle \mathbf {Y} }                                                   | {\displaystyle \mathbf {H} }                                                   | {\displaystyle \mathbf {P} }                                                   | {\displaystyle \mathbf {A} }                                                 | {\displaystyle \mathbf {B} }                                                 |
| ---------------------- | ----------------------------------------------------------------------- | ------------------------------------------------------------------------------ | ------------------------------------------------------------------------------ | ------------------------------------------------------------------------------ | ---------------------------------------------------------------------------- | ---------------------------------------------------------------------------- |
| {\displaystyle Z_{1}}  | {\displaystyle Z_{11}-{\frac {Z_{12}\cdot Z_{21}}{Z_{L}+Z_{22}}}}       | {\displaystyle {\frac {1}{Y_{11}-{\frac {Y_{12}\cdot Y_{21}}{Y_{L}+Y_{22}}}}}} | {\displaystyle H_{11}-{\frac {H_{12}\cdot H_{21}}{Y_{L}+H_{22}}}}              | {\displaystyle {\frac {1}{P_{11}-{\frac {P_{12}\cdot P_{21}}{P_{22}+Z_{L}}}}}} | {\displaystyle {\frac {A_{11}\cdot Z_{L}+A_{12}}{A_{21}\cdot Z_{L}+A_{22}}}} | {\displaystyle {\frac {B_{22}\cdot Z_{L}-B_{12}}{B_{11}-B_{21}\cdot Z_{L}}}} |
| {\displaystyle Z_{1K}} | {\displaystyle {\frac {\det \mathbf {Z} }{Z_{22}}}}                     | {\displaystyle {\frac {1}{Y_{11}}}}                                            | {\displaystyle H_{11}}                                                         | {\displaystyle {\frac {P_{22}}{\det \mathbf {P} }}}                            | {\displaystyle {\frac {A_{12}}{A_{22}}}}                                     | {\displaystyle -{\frac {B_{12}}{B_{11}}}}                                    |
| {\displaystyle Z_{1L}} | {\displaystyle Z_{11}}                                                  | {\displaystyle {\frac {Y_{22}}{\det \mathbf {Y} }}}                            | {\displaystyle {\frac {\det \mathbf {H} }{H_{22}}}}                            | {\displaystyle {\frac {1}{P_{11}}}}                                            | {\displaystyle {\frac {A_{11}}{A_{21}}}}                                     | {\displaystyle -{\frac {B_{22}}{B_{21}}}}                                    |
| {\displaystyle Z_{1W}} | {\displaystyle {\sqrt {\frac {Z_{11}\cdot \det \mathbf {Z} }{Z_{22}}}}} | {\displaystyle {\sqrt {\frac {Y_{22}}{Y_{11}\cdot \det \mathbf {Y} }}}}        | {\displaystyle {\sqrt {\frac {H_{11}\cdot \det \mathbf {H} }{H_{22}}}}}        | {\displaystyle {\sqrt {\frac {P_{22}}{P_{11}\cdot \det \mathbf {P} }}}}        | {\displaystyle {\sqrt {\frac {A_{11}\cdot A_{12}}{A_{21}\cdot A_{22}}}}}     | {\displaystyle {\sqrt {\frac {B_{12}\cdot B_{22}}{B_{11}\cdot B_{21}}}}}     |
| {\displaystyle Z_{2}}  | {\displaystyle Z_{22}-{\frac {Z_{21}\cdot Z_{12}}{Z_{G}+Z_{11}}}}       | {\displaystyle {\frac {1}{Y_{22}-{\frac {Y_{21}\cdot Y_{12}}{Y_{G}+Y_{11}}}}}} | {\displaystyle {\frac {1}{H_{22}-{\frac {H_{21}\cdot H_{12}}{Z_{G}+H_{11}}}}}} | {\displaystyle P_{22}-{\frac {P_{21}\cdot P_{12}}{P_{11}+Y_{G}}}}              | {\displaystyle {\frac {A_{22}\cdot Z_{G}+A_{12}}{A_{21}\cdot Z_{G}+A_{11}}}} | {\displaystyle {\frac {B_{11}\cdot Z_{G}-B_{12}}{B_{22}-B_{21}\cdot Z_{G}}}} |
| {\displaystyle Z_{2K}} | {\displaystyle {\frac {\det \mathbf {Z} }{Z_{11}}}}                     | {\displaystyle {\frac {1}{Y_{22}}}}                                            | {\displaystyle {\frac {H_{11}}{\det \mathbf {H} }}}                            | {\displaystyle P_{22}}                                                         | {\displaystyle {\frac {A_{12}}{A_{11}}}}                                     | {\displaystyle -{\frac {B_{12}}{B_{22}}}}                                    |
| {\displaystyle Z_{2L}} | {\displaystyle Z_{22}}                                                  | {\displaystyle {\frac {Y_{11}}{\det \mathbf {Y} }}}                            | {\displaystyle {\frac {1}{H_{22}}}}                                            | {\displaystyle {\frac {\det \mathbf {P} }{P_{11}}}}                            | {\displaystyle {\frac {A_{22}}{A_{21}}}}                                     | {\displaystyle -{\frac {B_{11}}{B_{21}}}}                                    |
| {\displaystyle Z_{2W}} | {\displaystyle {\sqrt {\frac {Z_{22}\cdot \det \mathbf {Z} }{Z_{11}}}}} | {\displaystyle {\sqrt {\frac {Y_{11}}{Y_{22}\cdot \det \mathbf {Y} }}}}        | {\displaystyle {\sqrt {\frac {H_{11}}{H_{22}\cdot \det \mathbf {H} }}}}        | {\displaystyle {\sqrt {\frac {P_{22}\cdot \det \mathbf {P} }{P_{11}}}}}        | {\displaystyle {\sqrt {\frac {A_{12}\cdot A_{22}}{A_{11}\cdot A_{21}}}}}     | {\displaystyle {\sqrt {\frac {B_{11}\cdot B_{12}}{B_{21}\cdot B_{22}}}}}     |

### Tabelle der charakteristischen Übertragungsgrößen
In der Tabelle sind ergänzend die Sonderfälle der Kurzschlussstromübersetzungen {\displaystyle V_{ivK}} und {\displaystyle V_{irK}} sowie der Leerlaufspannungsübersetzungen {\displaystyle V_{uvL}} und {\displaystyle V_{urL}} aufgeführt.
|                         | {\displaystyle \mathbf {Z} }                                                     | {\displaystyle \mathbf {Y} }                                          | {\displaystyle \mathbf {H} }                                           | {\displaystyle \mathbf {P} }                                           | {\displaystyle \mathbf {A} }                                           | {\displaystyle \mathbf {B} }                                           |
| ----------------------- | -------------------------------------------------------------------------------- | --------------------------------------------------------------------- | ---------------------------------------------------------------------- | ---------------------------------------------------------------------- | ---------------------------------------------------------------------- | ---------------------------------------------------------------------- |
| {\displaystyle V_{uv}}  | {\displaystyle {\frac {Z_{21}\cdot Z_{L}}{Z_{L}\cdot Z_{11}+\det \mathbf {Z} }}} | {\displaystyle -{\frac {Y_{21}}{Y_{L}+Y_{22}}}}                       | {\displaystyle -{\frac {H_{21}}{Y_{L}\cdot H_{11}+\det \mathbf {H} }}} | {\displaystyle {\frac {P_{21}}{1+P_{22}\cdot Y_{L}}}}                  | {\displaystyle {\frac {Z_{L}}{A_{11}\cdot Z_{L}+A_{12}}}}              | {\displaystyle {\frac {\det \mathbf {B} }{B_{22}-B_{12}\cdot Y_{L}}}}  |
| {\displaystyle V_{uvL}} | {\displaystyle {\frac {Z_{21}}{Z_{11}}}}                                         | {\displaystyle -{\frac {Y_{21}}{Y_{22}}}}                             | {\displaystyle -{\frac {H_{21}}{\det \mathbf {H} }}}                   | {\displaystyle P_{21}}                                                 | {\displaystyle {\frac {1}{A_{11}}}}                                    | {\displaystyle {\frac {\det \mathbf {B} }{B_{22}}}}                    |
| {\displaystyle V_{iv}}  | {\displaystyle -{\frac {Z_{21}}{Z_{L}+Z_{22}}}}                                  | {\displaystyle {\frac {Y_{21}}{Z_{L}\cdot \det \mathbf {Y} +Y_{11}}}} | {\displaystyle {\frac {H_{21}}{1+H_{22}\cdot Z_{L}}}}                  | {\displaystyle -{\frac {P_{21}}{Z_{L}\cdot P_{11}+\det \mathbf {P} }}} | {\displaystyle -{\frac {1}{A_{21}\cdot Z_{L}+A_{22}}}}                 | {\displaystyle -{\frac {\det \mathbf {B} }{B_{11}-B_{21}\cdot Z_{L}}}} |
| {\displaystyle V_{ivK}} | {\displaystyle -{\frac {Z_{21}}{Z_{22}}}}                                        | {\displaystyle {\frac {Y_{21}}{Y_{11}}}}                              | {\displaystyle H_{21}}                                                 | {\displaystyle -{\frac {P_{21}}{\det \mathbf {P} }}}                   | {\displaystyle -{\frac {1}{A_{22}}}}                                   | {\displaystyle -{\frac {\det \mathbf {B} }{B_{11}}}}                   |
| {\displaystyle V_{ur}}  | {\displaystyle {\frac {Z_{12}\cdot Z_{G}}{Z_{G}\cdot Z_{22}+\det \mathbf {Z} }}} | {\displaystyle -{\frac {Y_{12}}{Y_{G}+Y_{11}}}}                       | {\displaystyle {\frac {H_{12}}{1+H_{11}\cdot Y_{G}}}}                  | {\displaystyle -{\frac {P_{12}}{Y_{G}\cdot P_{22}+\det \mathbf {P} }}} | {\displaystyle {\frac {\det \mathbf {A} }{A_{22}+A_{12}\cdot Y_{G}}}}  | {\displaystyle {\frac {Z_{G}}{B_{11}\cdot Z_{G}-B_{12}}}}              |
| {\displaystyle V_{urL}} | {\displaystyle {\frac {Z_{12}}{Z_{22}}}}                                         | {\displaystyle -{\frac {Y_{12}}{Y_{11}}}}                             | {\displaystyle H_{12}}                                                 | {\displaystyle -{\frac {P_{12}}{\det \mathbf {P} }}}                   | {\displaystyle {\frac {\det \mathbf {A} }{A_{22}}}}                    | {\displaystyle {\frac {1}{B_{11}}}}                                    |
| {\displaystyle V_{ir}}  | {\displaystyle -{\frac {Z_{12}}{Z_{G}+Z_{11}}}}                                  | {\displaystyle {\frac {Y_{12}}{Z_{G}\cdot \det \mathbf {Y} +Y_{22}}}} | {\displaystyle -{\frac {H_{12}}{Z_{G}\cdot H_{22}+\det \mathbf {H} }}} | {\displaystyle {\frac {P_{12}}{1+P_{11}\cdot Z_{G}}}}                  | {\displaystyle -{\frac {\det \mathbf {A} }{A_{11}+A_{21}\cdot Z_{G}}}} | {\displaystyle {\frac {1}{B_{21}\cdot Z_{G}-B_{22}}}}                  |
| {\displaystyle V_{irK}} | {\displaystyle -{\frac {Z_{12}}{Z_{11}}}}                                        | {\displaystyle {\frac {Y_{12}}{Y_{22}}}}                              | {\displaystyle -{\frac {H_{12}}{\det \mathbf {H} }}}                   | {\displaystyle P_{12}}                                                 | {\displaystyle -{\frac {\det \mathbf {A} }{A_{11}}}}                   | {\displaystyle -{\frac {1}{B_{22}}}}                                   |

### Leistungsübersetzungen
Als Leistungsübersetzung oder Leistungsverstärkung (genauer Wirkleistungsverstärkung, englisch operating power gain) eines Zweitors wird in der Literatur das Verhältnis der Wirkleistungen an den Toren in Vorwärts- oder Rückwärtsrichtung definiert. Ausgehend von den komplexen Leistungen {\displaystyle P_{1}=U_{1}\cdot I_{1}^{\ast }} und {\displaystyle P_{2}=U_{2}\cdot I_{2}^{\ast }} bedeutet das (mit der komplexen Konjugation {\displaystyle \ast })
{\displaystyle V_{pv}={\frac {\operatorname {Re} \,(P_{2})}{\operatorname {Re} \,(P_{1})}}=|V_{uv}|^{2}\cdot {\frac {\operatorname {Re} \,(Y_{L})}{\operatorname {Re} \,(Y_{1})}}=|V_{iv}|^{2}\cdot {\frac {\operatorname {Re} \,(Z_{L})}{\operatorname {Re} \,(Z_{1})}}\neq \operatorname {Re} \,(V_{uv}\cdot V_{iv}^{\ast })}
beziehungsweise
{\displaystyle V_{pr}={\frac {\operatorname {Re} \,(P_{1})}{\operatorname {Re} \,(P_{2})}}=|V_{ur}|^{2}\cdot {\frac {\operatorname {Re} \,(Y_{G})}{\operatorname {Re} \,(Y_{2})}}=|V_{ir}|^{2}\cdot {\frac {\operatorname {Re} \,(Z_{G})}{\operatorname {Re} \,(Z_{2})}}\neq \operatorname {Re} \,(V_{ur}\cdot V_{ir}^{\ast })}.
Nur bei resistiven Zweitoren mit reellen Abschlüssen lassen sich die Leistungsübersetzungen einfach aus dem Produkt von Spannungs- und Stromübersetzung berechnen. Ist das Zweitor mit seiner Wellenimpedanz abgeschlossen („angepasst“), spricht man von der optimalen Leistungsübersetzung. In der Literatur werden noch weitere, von der obigen Definition abweichende Leistungsverstärkungen publiziert.

## Weitere Zweitorparameter
Neben der Charakterisierung eines Zweitors durch die oben beschriebenen Zweitorparameter gibt es für besondere Anwendungszwecke auch andere Darstellungsformen. So kann ein lineares Zweitor auch durch sogenannte Streuparameter beschrieben werden. Diese Darstellungsform ist vor allem im Bereich der Hochfrequenztechnik üblich, da dabei die Anschlüsse des Zweitors nicht kurzgeschlossen bzw. leerlaufen müssen, sondern im Regelfall durch ihre Wellenimpedanz abgeschlossen sind.
Zwischen den S-Parametern und den oben erwähnten Y-Parametern der Admittanzmatrix eines Zweitors besteht mit der Wellenimpedanz ZW folgender Zusammenhang:
{\displaystyle Y_{11}={\frac {1}{Z_{w}}}{\frac {1-S_{11}+S_{22}-\Delta _{S}}{1+S_{11}+S_{22}+\Delta _{S}}}}
{\displaystyle Y_{12}={\frac {1}{Z_{w}}}{\frac {-2S_{12}}{1+S_{11}+S_{22}+\Delta _{S}}}}
{\displaystyle Y_{21}={\frac {1}{Z_{w}}}{\frac {-2S_{21}}{1+S_{11}+S_{22}+\Delta _{S}}}}
{\displaystyle Y_{22}={\frac {1}{Z_{w}}}{\frac {1+S_{11}-S_{22}-\Delta _{S}}{1+S_{11}+S_{22}+\Delta _{S}}}}
mit der Abkürzung:
{\displaystyle \Delta _{S}={\det \mathbf {S} }=S_{11}S_{22}-S_{12}S_{21}}
Symmetrische lineare Zweitore werden für ihre Anwendung in der Theorie der Siebschaltungen (Wellenparametertheorie) durch die sogenannten Wellenparameter beschrieben. Die zwei das Zweitor beschreibenden Parameter sind dabei die Wellenimpedanz und das Wellenübertragungsmaß.

## Rechentechnische Hilfsmittel

### Numerische CAD-Systeme in der Elektronik
Die praktische Auswertung und Verarbeitung obiger Matrizen aus komplexen Elementen erfordert den Einsatz von Rechnern. Seit den 1970er-Jahren wird von der rechnergestützten numerischen Auswertung und Weiterverarbeitung obiger Gleichungen berichtet, und ab den 1980er-Jahren setzten sich dann aufwendige numerische CAD-Systeme (z. B. Super-Compact) schrittweise in der Industrie durch. Dabei besteht kein grundsätzlicher Unterschied zwischen der Hochfrequenz- und Mikrowellenelektronik und der Elektronik bei tieferen Frequenzen. Die linearen Abhängigkeiten zwischen Strom und Spannung wird bei allen Frequenzen durch die obigen sechs Vierpolformen und völlig gleichwertig durch s- und t-Parameter (eine s-Parameter-Kettenform) beschrieben, solange überhaupt die Begriffe von Strom und Spannung als „Ersatzgrößen“ anstelle der elektromagnetischen Felder und anderer physikalischer Begriffe genommen werden können. In vielen Fällen ist dies bis in den Mikrowellenbereich möglich, ohne dass mit erheblich mehr Rechenaufwand vollnumerisch die Feldgleichungen für die elektromagnetischen Felder zu lösen wären. Der Übergang ist dabei aber stets fließend.

### Symbolische CAD-Systeme für rechnergestützte Formelherleitungen
Von Interesse ist weiterhin auch die symbolische Verarbeitung obiger Matrizengleichungen und darauf aufbauend die rechnergestützte Formelherleitung für die Signalanalyse in der linearen Elektronik und Hochfrequenzelektronik. Ein spezieller Zusatz für ein Mathematikprogramm wandelt dabei die obigen acht Vierpolparameterdarstellungen zuzüglich der Wellenparameterform und ergänzt durch zahlreiche weitere Modelle (aktive Elemente wie Einzeltransistoren und Standardschaltungen sowie passive Elemente wie Leitung, Transformator, Koppler, Richtungsleitung: alle mit ihren jeweiligen Modellparametern) symbolisch und – so weit dies logisch möglich ist – von jeder Art in jede andere Art um. Die obige Vernetzung von Vierpolen wird dabei weitgehend automatisiert und durch weitere Befehle ergänzt wie z. B. das Deembedden eines eingebetteten Vierpols, das obige Durchschieben eines Vierpols durch einen anderen Vierpol hindurch, verschiedene Anschlussklemmenvertauschungen et cetera. Als Ergebnis erhält man dann von den Modellparametern und/oder den Vierpolparametern abhängige Formeln für die üblichen Reportgrößen, die bei den numerischen CAD-Systemen nur als Zahlen erscheinen: Formelsätze für Spannungs- und Stromverstärkung, Eingangs- und Ausgangsimpedanzen, Reflexionsfaktoren, Gewinngrößen oder Stabilitätsfaktor bis hin zu den verallgemeinerten Streuparametern nach Kurokawa, also für Größen, die in den numerischen Systemen Standard sind. Ein solches System ist faszinierend und eignet sich auch sehr, um neue Zusammenhänge zu erarbeiten, Ideen zu entwickeln oder Vermutungen zu beweisen bzw. zu widerlegen.

### Möglichkeiten und Grenzen der CAD-Systeme
Trotz der enormen Möglichkeiten bleiben diese symbolischen ebenso wie die numerischen CAD-Systeme immer nur Rechenassistenten, die stets mit viel Sachverstand geführt werden müssen, denn sie bestehen aus mathematischen Theorien, Modellen und vielen Programmzeilen. Die Qualität aller Rechenergebnisse steht und fällt dabei immer mit der Messung.